# Erlengebüsch-Spanner

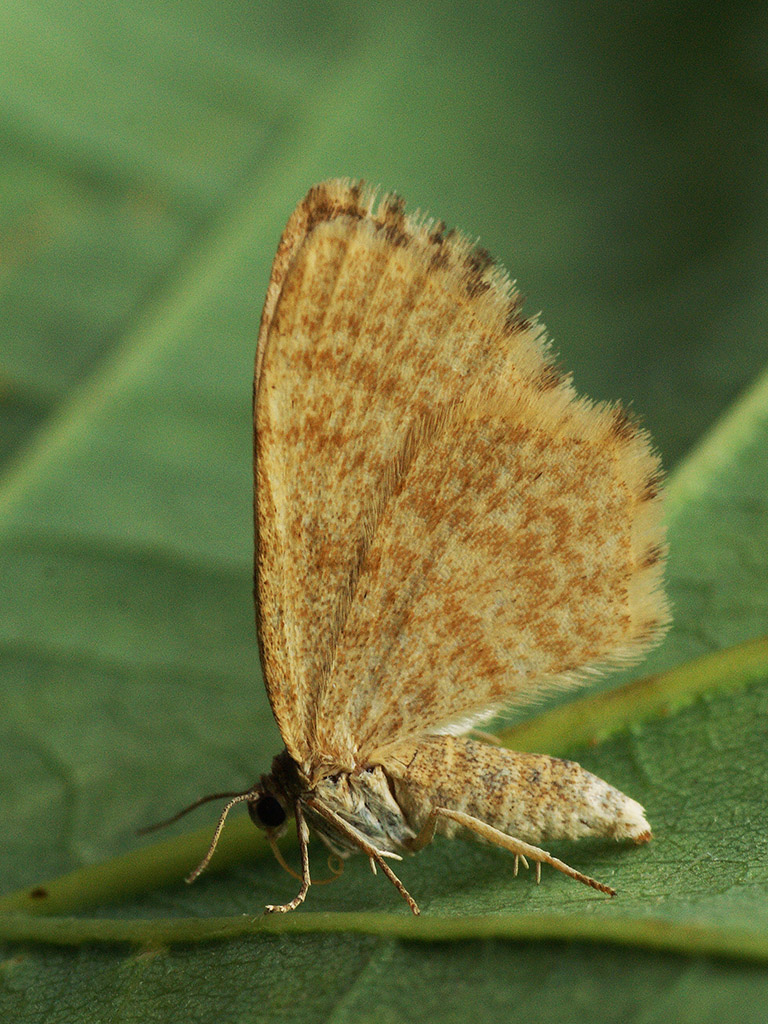
Flügelunterseite

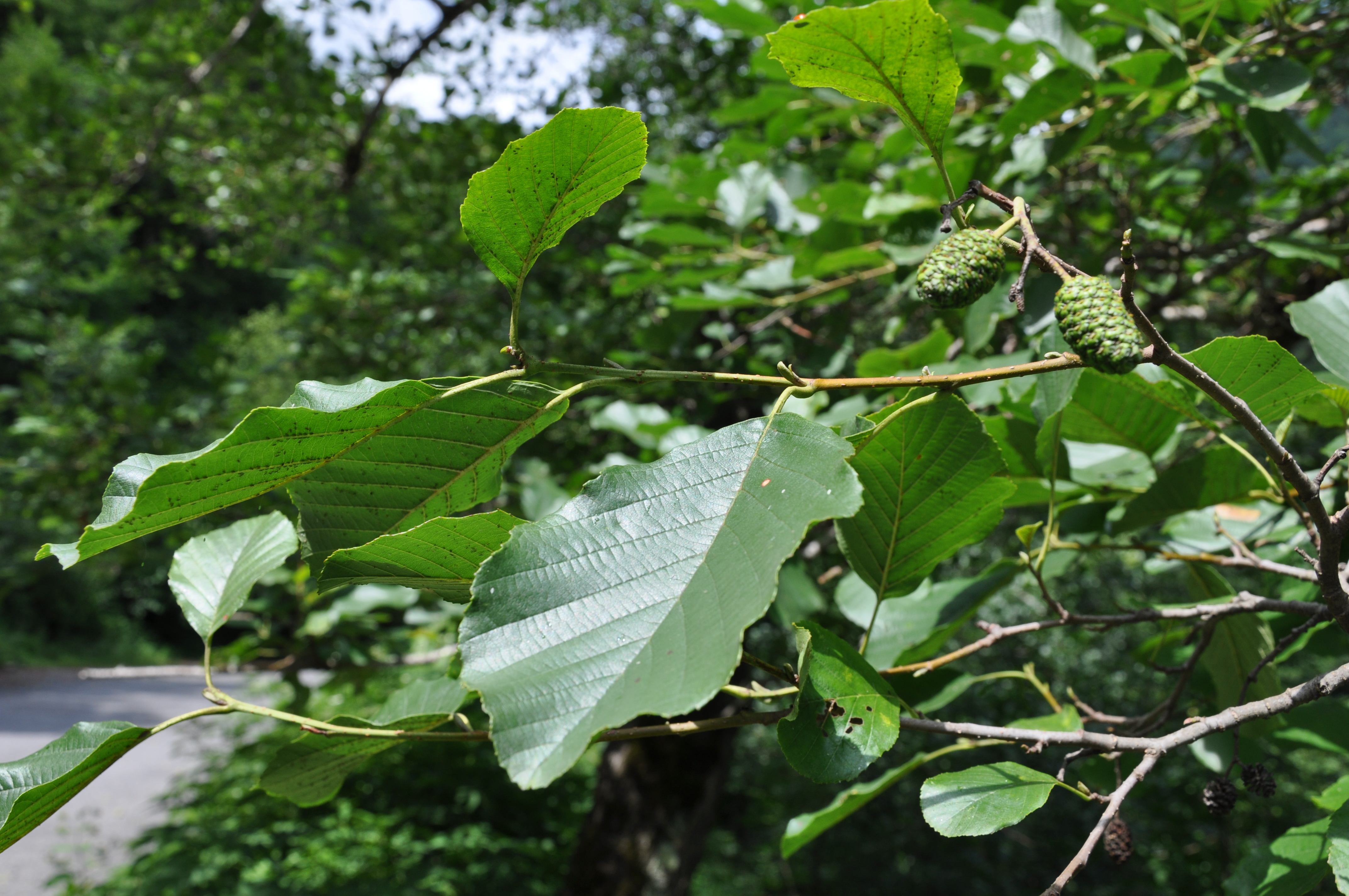
Blätter der Schwarz-Erle, eine Nahrung der Raupen

Der Erlengebüsch-Spanner (Euchoeca nebulata, Syn.: Larentia obliterata), gelegentlich auch als Braunbestäubter Blattspanner bezeichnet, ist ein Schmetterling (Nachtfalter) aus der Familie der Spanner (Geometridae).

## Merkmale

### Falter
Die Flügelspannweite der Falter beträgt 18 bis 22 Millimeter. Weibchen sind etwas größer und heller als Männchen. Die Grundfarbe der Vorderflügeloberseite ist gelblich, jedoch sehr stark braun überstäubt, so dass lediglich am Vorderrand ein schmaler gelber Streifen verbleibt, der zuweilen mit einigen braunen Punkten unterbrochen ist. Die braungraue Hinterflügeloberseite ist zeichnungslos. Nahe dem Analwinkel ist eine kurze Spitze zu erkennen. Die Fransen sämtlicher Flügel sind hell/dunkel gescheckt. Auf den gelbbraunen Flügelunterseiten heben sich einige undeutliche rotbraune Querlinien ab.

### Raupe
Ausgewachsene Raupen sind grün gefärbt, leicht beborstet und mit deutlichen gelben Segmenteinschnitten sowie weißlichen Nebenrückenlinien versehen. Auf dem Rücken heben sich schwarzgrüne Flecke ab. Die Kopfkapsel zeigt zwei schwarze Punkte, die wie Augen wirken.

### Ähnliche Arten
Aufgrund der sehr charakteristischen Flügelzeichnung sind die Falter unverwechselbar.

## Verbreitung und Vorkommen
Das Verbreitungsgebiet des Erlengebüsch-Spanners erstreckt sich von Nordspanien und den Britischen Inseln durch Mitteleuropa und die gemäßigte Zone bis nach Japan. Im Norden reicht das Verbreitungsgebiet bis zum Polarkreis. Die Art besiedelt bevorzugt Erlengehölze, Bruchwälder, Auen, Ufergebiete, Moore sowie Gärten und Parkanlagen. In den Alpen ist sie noch in einer Höhe von 1600 Metern zu finden.

## Lebensweise
Die tag- und nachtaktiven Falter fliegen in zwei sich überschneidenden Generationen schwerpunktmäßig in den Monaten Mai bis August. Nachmittags wurden sie im Sonnenschein fliegend beobachtet. Im Gegensatz zu den meisten Faltern der Unterfamilie der Larentiinae sind ihre Flügel wie bei den Tagfaltern in der Ruheposition aufgerichtet und zusammengefaltet und nicht gestreckt. Nachts besuchen sie zuweilen in Anzahl künstliche Lichtquellen, sie fliegen auch Straßenlampen und beleuchtete Schaufenster in Ortschaften an. Ihre Aktivität reicht von Bodennähe bis in die Wipfelregion hoher Bäume. Die Raupen ernähren sich von den Blättern der Schwarz-Erle (Alnus glutinosa) oder der Grau-Erle (Alnus incana). Sie halten sich meist an der Blattunterseite auf. Nur sehr vereinzelt wurden sie auch an Birken (Betula) gefunden. Die Verpuppung erfolgt in der Erde. Die Puppe überwintert.